# Henri Rousseau le Douanier
Henri-Julien-Félix-Rousseau (cunoscut ca le Douanier (Vameșul),n. 21 mai 1844, Laval, Pays de la Loire, Franța – d. 2 septembrie 1910, Paris, Franța) a fost un pictor francez post-impresionist. Henri Rousseau a trăit două existențe diferite: într-una a fost vameș la Vama Rutieră din Paris, iar în cealaltă, începând de la vârsta de 41 de ani, a fost pictor. Mulțumită excepționalei sale voințe, a devenit unul din cei mai mari pictori ai epocii sale. Impresionismului îi opune arta naivă, cu care, în scurtă vreme, creează o adevărată școală de pictură. Creația sa depășește însă mult granițele artei naive, stilul său se caracterizează prin originalitate, modernism, fantezie și visare, valorile artei sale fiind de timpuriu recunoscute de Robert Delaunay și Pablo Picasso. În timpul vieții nu cunoaște gloria, trăiește anevoie din pictură, dar geniul acestui pictor neoprimitiv, precum și faptul că și-a depășit cu mult epoca au fost apreciate în întreg cursul secolului al XX-lea.

## Viața și opera

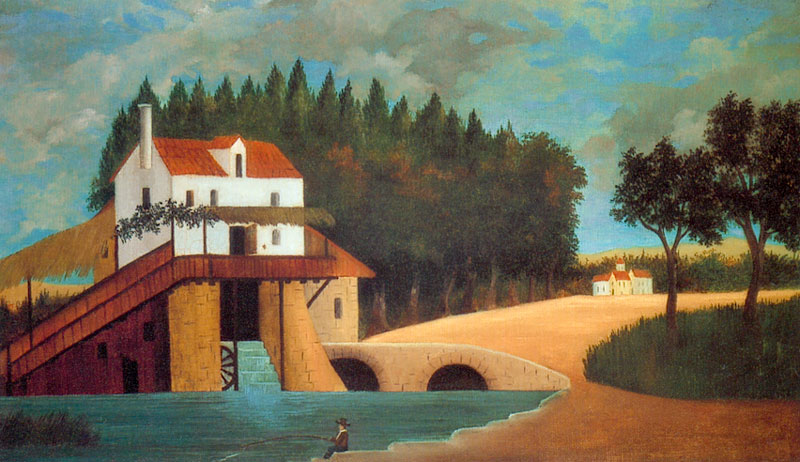
Henri Rousseau: Moara, 1879 - Musée Maillol, Paris

"Născut în 1844, la Laval, din cauza situației materiale precare a părinților săi, Rousseau a fost nevoit, la început, să aleagă o cu totul altă carieră decât aceea pentru care l-a predestinat dragostea față de artă." Așa începe prezentarea pe care Henri Rousseau însuși a redactat-o cu privire la biografia sa. În ciuda poziției lor sociale modeste, părinții îl dau pe Henri la școala generală și apoi la gimnaziu, pe care până la urmă îl întrerupe. Se angajează contabil la un birou de avocatură, dar, după ce înstrăinează o sumă de bani, este dat afară din serviciu. Pentru a scăpa de o condamnare judecătorească, se angajează în 1864 în armată cu un contract pe șapte ani. Regimentul său staționează în diverse orașe din Franța și nu ia parte la operațiuni în afara granițelor țării. 

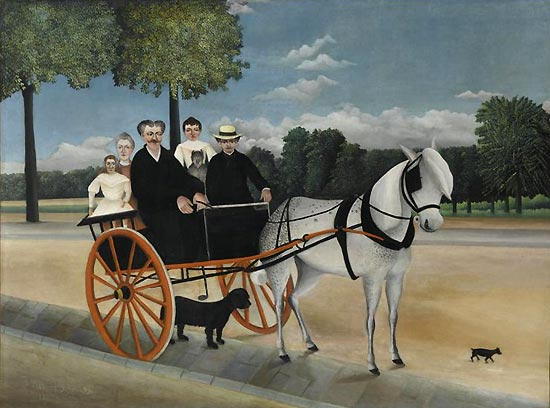
Henri Rousseau: Șareta lui Père Juniet, 1908 - Musée de l'Orangerie, Paris

### Legenda participării la o campanie militară
Legenda despre participarea la o campanie militară în Mexic a fost pusă în circulație, mai târziu de către poetul Guillaume Apollinaire, dar nu a fost contestată de pictor. După moartea tatălui său în 1868, este scutit de serviciul militar ca unic susținător al familiei. În 1871, Henri Rousseau devine funcționar la Oficiul Vamal din Paris și, în timpul liber, începe să picteze. În (1885) închiriază un atelier. Pictorul Paul Signac, care remarcă lucrările lui Rousseau, îl invită în 1886 să expună patru tablouri la o expoziție a artiștilor protestatari. Pictorul Pierre Puvis de Chavanne laudă talentul artistului în folosirea culorilor, publicul însă ia în râs tablourile expuse și afirmă că ele ar putea fi pictate tot la fel de bine și de un copil! În decembrie 1889, Rousseau se pensionează anticipat, primește însă o sumă foarte modestă, astfel că pentru a supraviețui este nevoit să vândă la prețuri ridicole tablourile realizate.

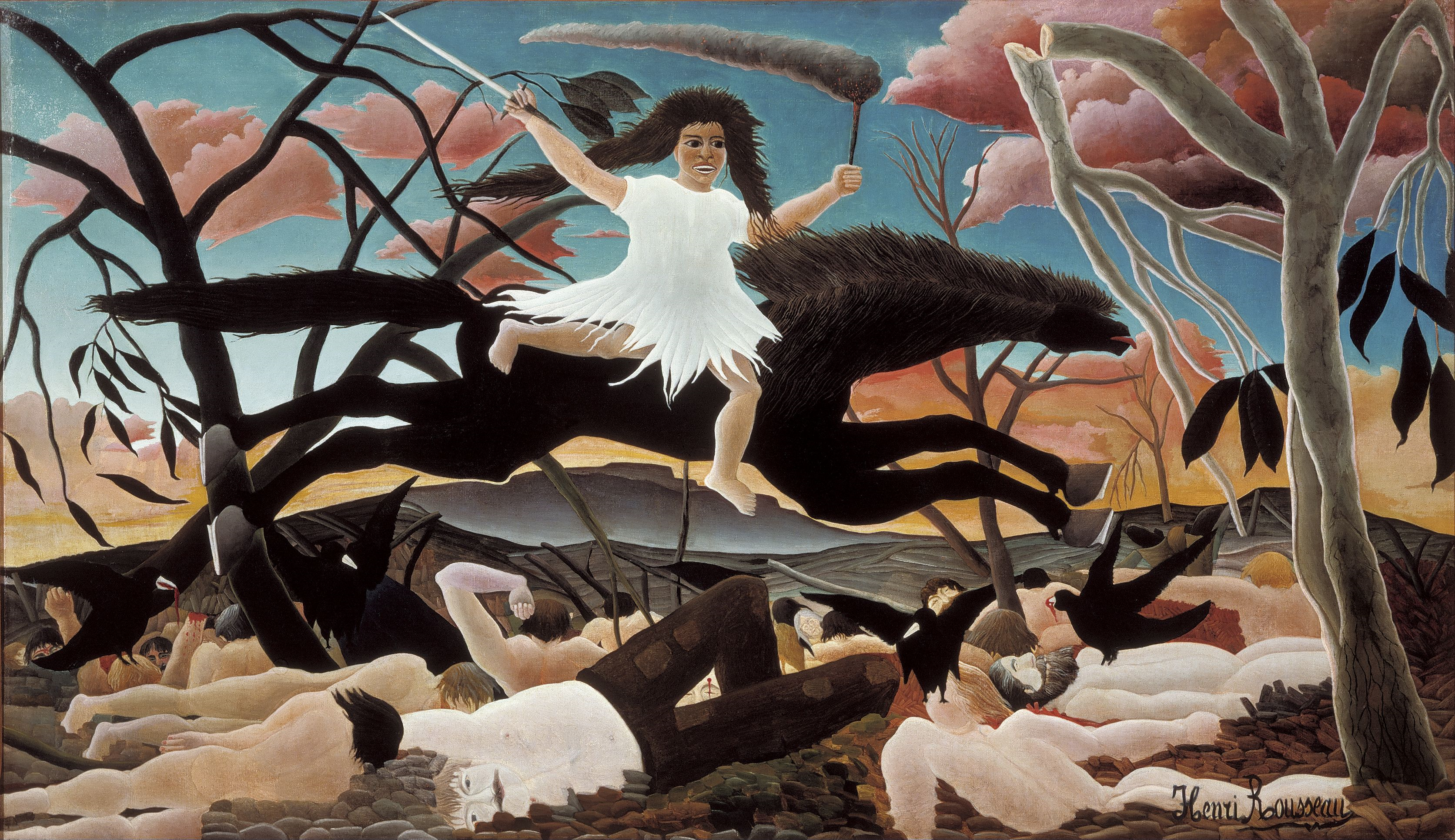
Henri Rousseau: Războiul, 1894 - Musée d'Orsay, Paris

În anul următor expune la Salonul Independenților tabloul intitulat "Războiul", care este remarcat de scriitorul Alfred Jarry, originar tot din Laval. Jarry se împrietenește cu Henri Rousseau și îl poreclește "Le Douanier" ("Vameșul").

### Perioada Montparnasse
În 1895, Rousseau se mută în cartierul parizian Montparnasse, pe malul stâng al Senei, care va deveni locul preferat de întâlnire a avangardei intelectuale și artistice. Începând din 1902 predă în fiecare dimineață de duminică lecții gratuite de acuarelă și pastel, precum și de pictură pe ceramică și porțelan. Din această perioadă datează tabloul "Furtună în junglă" (1891), prima sa lucrare cu această temă.
Cariera sa artistică evoluează, în 1903 participă la expoziția Salonului Independenților. Se întâlnește cu pictorul Robert Delaunay, iar Alfred Jarry îl prezintă poetului Guillaume Apollinaire. De aici încolo pentru Rousseau începe o viață nouă, prietenii îl respectă ca pe un geniu. Pablo Picasso, care cumpărase de la un anticar tabloul său intitulat "Portret de femeie", organizează în 1908 în onoarea lui un banchet celebru la reședința sa din Bateau-Lavoir, cu participarea lui Guillaume Apollinaire, 

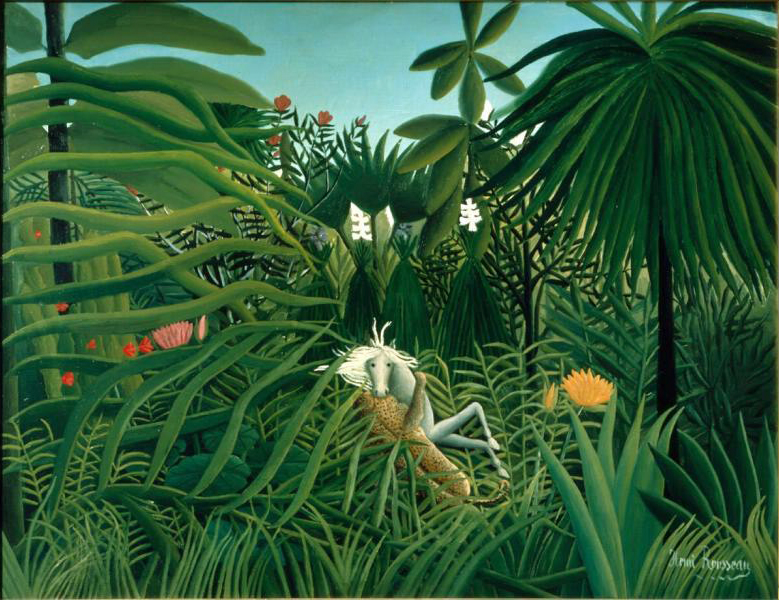
Henri Rousseau: Cal atacat de un jaguar, 1910 - Muzeul Pușkin, Moscova

care îi dedică o poezie, a pictorilor Georges Braque, André Derain și Marie Laurencin, apoi poetul Max Jacob, scriitorul André Salomon și scriitoarea americană Gertrude Stein. Primește cu plăcere vizitatori în atelierul său. Colecționarul german, Wilhelm Uhde îl vizitează cu regularitate, de altfel el a fost primul care a scris în 1911 o carte despre Rousseau.
În 1907 pictează pânza intitulată "Îmblânzitoarea de șerpi", inspirată de povestirile mamei pictorului Robert Delaunay asupra călătoriei sale în India. Începe pictarea unei serii de tablouri cu vegetația luxuriantă din pădurile virgine. În tabloul "Cal atacat de un jaguar" (1910), folosește "douăzeci și două de nuanțe de verde", cum spune Rousseau cu mândrie criticului italian Ardengo Soffici. Tabloul a fost cumpărat de negustorul de artă Ambroise Vollard, pentru o sumă ridicolă, cu puțin înainte de moartea artistului.

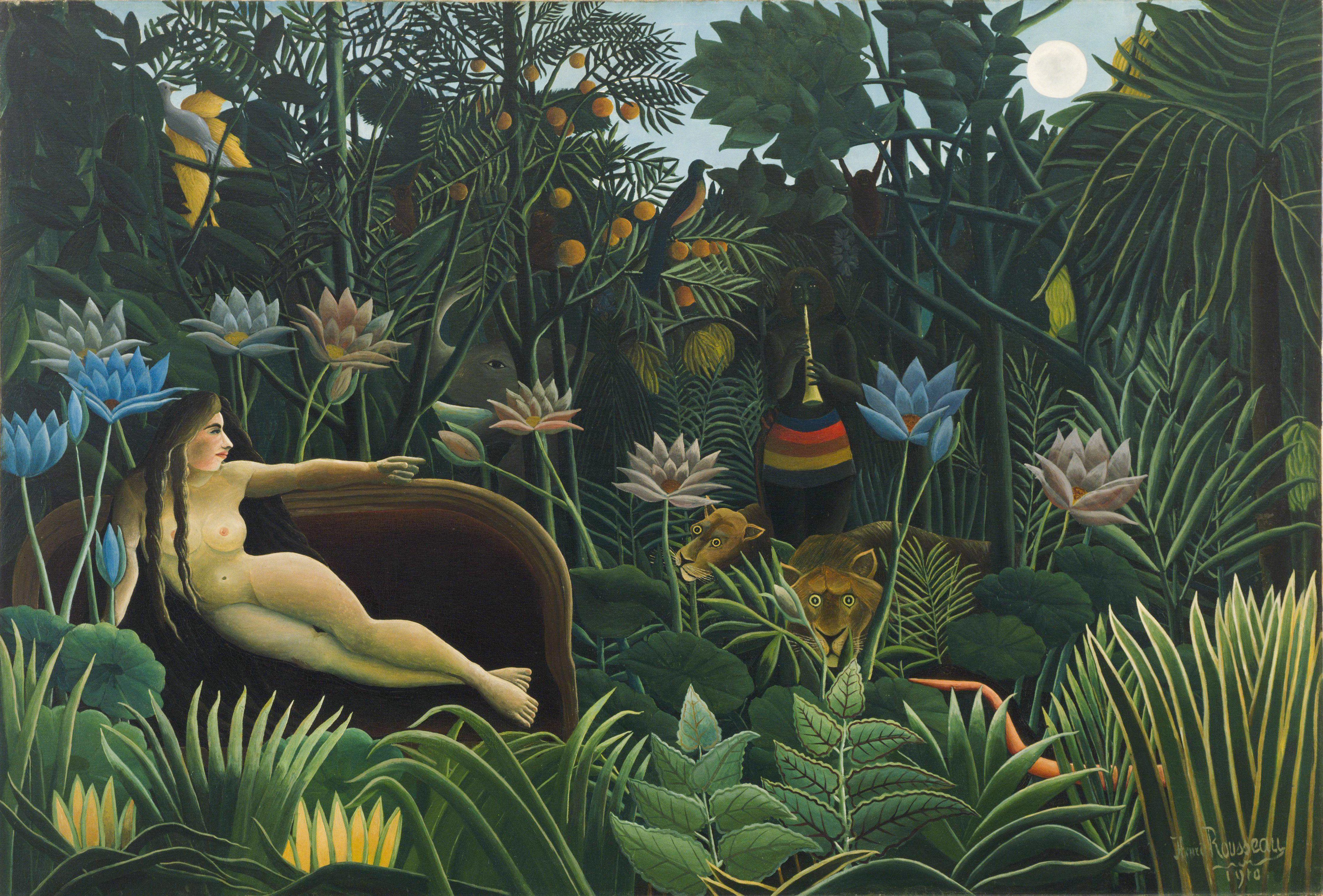
Henri Rousseau: Visul, 1910 - Museum of Modern Art, New York

### Ultimii ani
În 1910, Rousseau își prezintă tabloul intitulat "Visul" la cea de-a 26-a expoziție a Salonului Independenților, una din ultimele sale creații, considerat ca fiind testamentul său artistic. Jungla deasă este aici mai puțin impenetrabilă decât în alte tablouri, prin vegetația dispusă etajat umblă două animale de pradă, maimuțele sar de pe un copac pe altul, în timp ce muzicantul de culoare cântă la flaut. Pe crengi stau păsări viu colorate, zeița Venus își privește visul căruia florile îi adaugă prezența lor senzuală. În drum spre o altă lume, Rousseau ne lasă moștenire o viziune paradisiacă și pretimpuriu suprarealistă. André Breton constata câțiva ani mai târziu: "Sunt aproape gata să cred că această pânză uriașă include în sine întreaga poezie și geneza misterioasă a epocii noastre. Nici o altă imagine nu mi-a trezit acest sentiment al sacralității".
Viața are tot mai multe clipe fermecătoare, dar artistul suferă din cauza unei plăgi la picior. Rana se infectează, Rousseau moare în urma cangrenei la 10 septembrie 1910 în spitalul Necker din Paris.